# Chimoré
Chimoré är en ort i Bolivia.   Den ligger i departementet Cochabamba, i den centrala delen av landet, 230 km norr om huvudstaden Sucre. Chimoré ligger 236 meter över havet och antalet invånare är 5 147.
Terrängen runt Chimoré är platt. Runt Chimoré är det glesbefolkat, med 11 invånare per kvadratkilometer.. Det finns inga andra samhällen i närheten. 
I omgivningarna runt Chimoré växer i huvudsak städsegrön lövskog.